# Bocquencé
Bocquencé és un municipi francès situat al departament de l'Orne i a la regió de Normandia. L'any 2007 tenia 159 habitants.

## Demografia

### Població
El 2007 la població de fet de Bocquencé era de 159 persones. Hi havia 64 famílies de les quals 24 eren unipersonals (8 homes vivint sols i 16 dones vivint soles), 20 parelles sense fills i 20 parelles amb fills.
La població ha evolucionat segons el següent gràfic:
Habitants censats

### Habitatges
El 2007 hi havia 108 habitatges, 72 eren l'habitatge principal de la família, 31 eren segones residències i 5 estaven desocupats. Tots els 103 habitatges eren cases. Dels 72 habitatges principals, 59 estaven ocupats pels seus propietaris, 11 estaven llogats i ocupats pels llogaters i 2 estaven cedits a títol gratuït; 3 tenien una cambra, 4 en tenien dues, 8 en tenien tres, 22 en tenien quatre i 35 en tenien cinc o més. 54 habitatges disposaven pel capbaix d'una plaça de pàrquing. A 46 habitatges hi havia un automòbil i a 19 n'hi havia dos o més.

### Piràmide de població
La piràmide de població per edats i sexe el 2009 era:
| Homes | Edats   | Dones |
| ----- | ------- | ----- |
| 0     | 95 o +  | 0     |
| 0     | 90 a 94 | 0     |
| 0     | 85 a 89 | 4     |
| 4     | 80 a 84 | 0     |
| 0     | 75 a 79 | 8     |
| 8     | 70 a 74 | 8     |
| 4     | 65 a 69 | 4     |
| 0     | 60 a 64 | 0     |
| 0     | 55 a 59 | 4     |
| 8     | 50 a 54 | 0     |
| 0     | 45 a 49 | 4     |
| 8     | 40 a 44 | 0     |
| 0     | 35 a 39 | 4     |
| 16    | 30 a 34 | 4     |
| 0     | 25 a 29 | 4     |
| 4     | 20 a 24 | 0     |
| 8     | 15 a 19 | 12    |
| 8     | 10 a 14 | 4     |
| 0     | 5 a 9   | 4     |
| 8     | 0 a 4   | 0     |

## Economia
El 2007 la població en edat de treballar era de 101 persones, 67 eren actives i 34 eren inactives. De les 67 persones actives 62 estaven ocupades (42 homes i 20 dones) i 5 estaven aturades (2 homes i 3 dones). De les 34 persones inactives 13 estaven jubilades, 5 estaven estudiant i 16 estaven classificades com a «altres inactius».

### Ingressos
El 2009 a Bocquencé hi havia 63 unitats fiscals que integraven 133 persones, la mediana anual d'ingressos fiscals per persona era de 17.760 €.

### Activitats econòmiques
Dels 8 establiments que hi havia el 2007, 1 era d'una empresa extractiva, 1 d'una empresa de construcció, 2 d'empreses de comerç i reparació d'automòbils, 2 d'empreses de serveis, 1 d'una entitat de l'administració pública i 1 d'una empresa classificada com a «altres activitats de serveis».
L'any 2000 a Bocquencé hi havia 20 explotacions agrícoles que ocupaven un total de 896 hectàrees.

## Poblacions més properes
El següent diagrama mostra les poblacions més properes.